# 吕府
30°00′34″N 120°34′27″E / 30.00944°N 120.57417°E
吕府位于中国浙江省绍兴市越城区新河弄169号，是明嘉靖年间礼部尚书吕本的府邸，2001年被列为第五批全国重点文物保护单位。
吕府建于明万历年间，占地约20000平方米，坐北朝南，以三条纵轴、五条横轴围成十三个院落。单体建筑均为硬山式，构件很少雕饰。

## 图集

永恩堂牌匾
永恩堂梁枋，上有彩绘
彩绘细节